# 志田正
志田正（日语：志田 ただし，本名：志田 正博（しだ まさひろ），1961年10月25日—），日本男性動畫師。出身於神奈川縣。O型血。
過去也以志田正宏和（廣田正志）名義參加。東京設計學院動畫科畢業後，開始在作畫工作室巨人工作室上班，離開Studio Giants之後以自由動畫師的身分持續參加動畫製作。

## 作品列表

### 電視動畫
- 劍勇傳說YAIBA（分鏡）※廣田正志名義。
- Gu-Gu甘莫（日语：Gu-Guガンモ）（作畫監督）
- 俏皮小花仙（作畫監督）
- 天空戰記（作畫監督）※廣田正志名義。
- 機動戰艦（分鏡）※廣田正志名義。
- 幸運女神 小不隆咚便利多多（作畫監督）
- 聖路美娜女學院（日语：聖ルミナス女学院）（作畫監督）
- 乖小孩（人物設定、作畫監督）
- 力石戰士（人物設定[1]、作畫監督）
- 海道媽寶（日语：宇宙海賊ミトの大冒険）（原畫）
- 魔法使俱樂部（作畫監督）
- 喔！超级小奶糖（日语：OH!スーパーミルクチャン）（主線動畫師、作畫監督、原畫）
- 哈姆太郎（作畫監督）
- 真·女神轉生 惡魔之子（作畫監督）
- 無力君（日语：へろへろくん）（作畫監督）
- 妹妹公主（作畫監督）
- 笑園漫畫大王（OP原畫）
- 真·女神轉生D 惡魔之子 光之書與闇之書（人物設定、總作畫監督、作畫監督）
- 變形金剛：微型傳說（作畫監督）
- 初音島（分鏡、作畫監督）
- TEXHNOLYZE（日语：TEXHNOLYZE）（原畫）
- 2x2 忍傳（日语：ニニンがシノブ伝）（OP原畫）
- 索斯機械獸IV（OP&ED原畫）
- 校園迷糊大王（ED原畫）
- 涼風（人物設定）
- 美少女學園（OP&ED作畫監督）
- 格鬥美神 武龍（日语：格闘美神 武龍）（OP1原畫）
- 鍵姬物語 永久愛麗絲輪舞曲（日语：鍵姫物語 永久アリス輪舞曲）（作畫監督）
- 狗狗向前衝（人物設定[注 1]）
- 校園迷糊大王 二學期（作畫監督）
- 不可思議星球的☆雙胞胎公主Gyu！（日语：ふしぎ星の☆ふたご姫 Gyu!）（作畫監督）
- 純愛手札 Only Love（原畫）
- 悲慘世界 少女珂賽特（總作畫監督、OP作畫監督）
- 萌單（OP原畫）
- 名偵探柯南（原畫、ED原畫）
- 獸神演武 -HERO TALES-（原畫）
- 萌少女的戀愛時光（OP原畫）
- 家庭教師HITMAN REBORN！（原畫）
- 強襲魔女（ED分鏡&演出&作畫監督&原畫）
- 魍魎之匣（原畫）
- 十字架與吸血鬼 CAPU2（原畫）
- 武裝機甲（原畫）
- 南家三姊妹 歡迎回家（OP原畫）
- -Saki-（OP2原畫）
- WORKING!!（原畫）
- 寶石寵物 Twinkle☆（原畫、ED原畫）
- 薄櫻鬼（原畫）
- 強襲魔女2（人物作畫監督、ED分鏡&演出&作畫）
- Battle Spirits Brave（OP原畫）
- 薄櫻鬼 碧血錄（原畫）
- 食夢者瑪莉（原畫）
- IS〈Infinite Stratos〉（原畫）
- Dororon炎魔君 熊～熊燃燒（原畫）
- 偶像大師（原畫）
- 白兔玩偶（原畫）
- WORKING'!!（原畫）
- 夏目友人帳 參（原畫）
- 轉吧！企鵝罐（原畫）
- 寶石寵物 Sunshine（原畫）
- 創聖機械天使EVOL（原畫）
- 緋色的碎片（原畫）
- 咲-Saki- 阿知賀篇 episode of side-A（原畫）
- 加速世界（原畫）
- 女子落語（原畫）※志田正博名義。
- Muv-Luv Alternative Total Eclipse（原畫）
- 寶石寵物 Happiness（原畫）
- 科學超電磁砲S（原畫）
- SERVANT×SERVICE（原畫）
- 戰姬絕唱SYMPHOGEAR G（原畫）
- 咲-Saki- 全國篇（原畫）
- 機甲巴打（原畫）
- Happiness Charge 光之美少女！（原畫）
- 千緒的通學路（作畫監督）

### OVA
- 車身插孔 愉快的幽體脫離（日语：ボディジャック 楽しい幽体離脱）（人物設定）
- 湘南純愛組！ 第2卷（人物設定、作畫監督、分鏡）※廣田正志名義。
- 同級生2（人物設定、作畫監督）※廣田正志名義。
- 寶魔獵人萊姆（日语：宝魔ハンターライム）（作畫監督）※廣田正志名義。
- 彌涅耳瓦的劍士（日语：ミネルバの剣士）（作畫監督）※廣田正志名義。
- 飛龍騎士（作畫監督補）※廣田正志名義。
- 校園外星人（原畫）
- SEXFRIEND（人物設定、作畫監督）[注 2]
- 一擊殺虫!! 小惠惠（原畫）
- 東京大學物語（人物設定、作畫監督）
- Happy World！（日语：Happy World!）（原畫）
- 海豚便利屋（日语：まかせてイルか!）（原畫）
- 伊里野的天空、UFO的夏天（總作畫監督、作畫監督）
- 校園迷糊大王 三學期（原畫）
- 即將凋逝的音樂盒（原畫）
- 寶貝公主 3D天堂0（原畫、ED原畫）
- 辛巴達的冒險（原畫）

### 電影動畫
- 劇場版 神奇寶貝：結晶塔的帝王 ENTEI（設計工作）
- 劇場版 魔法少年賈修：第101個魔物 （原畫）
- 空之境界（原畫）
- 魔法少女奈葉 The MOVIE 1st（原畫）
- 昆蟲物語 孤兒哈奇 ～勇氣的旋律～（日语：昆虫物語 みつばちハッチ〜勇気のメロディ〜）（原畫）
- 劇場版 寶石寵物 甜品舞公主（原畫）
- 劇場版 SMILE 光之美少女！繪本裡的事物都好不協調！（日语：映画 スマイルプリキュア! 絵本の中はみんなチグハグ!）（原畫）
- 劇場版 心跳！光之美少女 小愛要結婚了!!?（日语：映画 ドキドキ!プリキュア マナ結婚!!?未来につなぐ希望のドレス）（原畫）

## 腳註

## 外部連結
- （日語）－志田正的官方個人網站。